# 高等学校特別シリーズ
高等学校特別シリーズは、NHK教育テレビジョンで1981年4月13日から1990年3月まで放送された高等学校向け学校放送番組。

## 番組一覧
| 放送時間    | 年度 | 月                                                | 火                                 | 水                                       | 木                              | 金                                                    |
| ----------- | ---- | ------------------------------------------------- | ---------------------------------- | ---------------------------------------- | ------------------------------- | ----------------------------------------------------- |
| 12:55-13:15 | 1981 | くらしの科学 新しい保育 大気の科学 地球から宇宙へ | -                                  | -                                        | -                               | -                                                     |
| 12:20-12:40 | 1982 | 地球から宇宙へ 力学実験 エネルギーの科学          | 反応の世界 大気の科学 金属の科学   | くらしの科学 絵巻物の世界 明治の西洋技術 | 英語表現入門 これからの住居     | -                                                     |
| 12:20-12:40 | 1983 | 動物の行動 遺伝 ヒトの科学                        | 力学実験 地球から宇宙へ 地球の科学 | 反応の世界 金属の科学 日本の地形         | 英語表現入門 近世の文学         | 絵巻物の世界 世界の農牧業 食生活を考える              |
| 12:20-12:40 | 1984 | 動物の行動 ヒトの科学 遺伝                        | 地球の科学 日本の地形 太陽と宇宙   | 音の科学 身近な化合物 光の科学           | わたしの青春ノート われら高校生 | 新しい西ヨーロッパ 英語表現入門 日本の経済 近世の文学 |
| 12:20-12:40 | 1985 | 生物                                              | 物理・化学                         | 地学                                     | 地理                            | 歴史・英語                                            |
| 12:20-12:40 | 1986 | 生物                                              | 物理・化学                         | 地学                                     | 地理                            | 日本語の世界・歴史                                    |
| 12:20-12:40 | 1987 | 生物                                              | 物理・化学                         | 地学                                     | 地理                            | 英語・国語                                            |
| 12:20-12:40 | 1988 | 生物・地学                                        | 物理・化学                         | 地理                                     | アタック・コンピューター        | 英語でダッシュ 古典 旅立ちのために                    |
| 12:20-12:40 | 1989 | 生物・地学                                        | 物理・化学                         | 地理                                     | レッスン・コンピューター        | 英語でダッシュ 古典 旅立ちのために                    |

- 「中学校特別シリーズ」との共通番組（1987年度）
  - チャレンジ・パソコン（金曜日13時10分-13時30分）
  - 高齢者の生活・くらしと経済・社会と環境（金曜日13時35分-13時55分）

## 関連番組
- 高等学校の時間
- NHK高校講座
- 中学校特別シリーズ